# Corrado Balducci
Corrado Balducci (Sarsina, 11 maggio 1923 – Roma, 20 settembre 2008) è stato un presbitero italiano.

## Biografia
Balducci nacque a Monte Castello, nei pressi di Sarsina. Dopo aver terminato, nel 1954, gli studi teologici superiori presso la Pontificia Accademia Ecclesiastica di Roma assunse funzioni di rilievo presso la Congregazione per la Propagazione della Fede, divenuta sotto papa Giovanni Paolo II Congregazione per l'Evangelizzazione dei Popoli.
Scrisse vari volumi sulle possessioni demoniache e sulla musica rock.
Fu anche studioso di ufologia.